# Sabine Free State

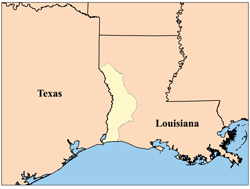
Sabine Free State

Der Sabine Free State, besser bekannt als der Neutral Ground, Neutral Strip, Neutral Territory oder No Man’s Land of Louisiana, war ein umstrittener Landstrich zwischen Spanisch-Texas und den Vereinigten Staaten. Die Auseinandersetzung zwischen den beiden Staaten begann kurz nach dem sogenannten Louisiana Purchase, dem Landkauf von 1803, bei dem die Vereinigten Staaten 2.144.476 km² Land von Frankreich erwarben. Als kurzfristige Lösung der wachsenden Spannungen vereinbarten beide Staaten, dass das besagte Gebiet als neutrale Zone fungieren sollte, bis eine endgültige Lösung gefunden sei. Das Gebiet, heute im Westen des US-Bundesstaates Louisiana, hatte diesen Sonderstatus zwischen 1806 und 1821. Der Adams-Onís-Vertrag regelte dann den endgültigen Grenzverlauf zwischen den Vereinigten Staaten und dem Vizekönigreich Neuspanien.

## Hintergrund
Spanien war aus seiner Sicht über viele Jahre von französischen Übergriffen von Louisiana aus nach Texas hinein betroffen gewesen. Um 1734 verlegte Frankreich seinen Posten in Natchitoches, Louisiana einfach vom Ost- ans Westufer des Red Rivers. Der spanische Gouverneur von Texas (Provinz Coahuila des Vizekönigreichs Neuspanien), Manuel de Sandoval, wurde für seine Untätigkeit gegenüber diesem Vorstoß zurechtgewiesen, da die Spanier diesen Fluss als Grenzlinie ansahen. 1740 wurde dann Gouverneur Prudencio de Orobio y Basterra damit beauftragt, Frankreichs Eindringen in das Natchitoches-Gebiet zu erforschen. Weitere Untersuchungen wurden 1744 und 1751 angeordnet.
1753 stellte der Gouverneur von Texas Jacinto de Barrios y Jáuregui fest, dass die Franzosen sich mehr und mehr in Texas ausdehnten, da sie das Territorium westlich des Arroyo Hondo, eines Nebenflusses des Red Rivers, besetzten. 1764 wurden die Grenzstreitigkeiten für einige Zeit irrelevant, da Frankreich seine Kolonie westlich des Mississippi an Spanien abtrat. Die Kolonie Louisiana umfasste ein riesiges Gebiet westlich des Mississippi River bis zu den Rocky Mountains. Die Überlassung wurde ohne die Berücksichtigung des früheren Grenzkonflikts vorgenommen, welcher in der damaligen Situation nicht maßgeblich erschien. Spanien verwaltete das Gebiet von Havanna aus und überließ es den Einwohnern, die vielen Nationalitäten angehörten, sich selbst zu regieren, solange diese gegenüber Spanien Treue schworen.
Durch den geheimen Dritten Vertrag von San Ildefonso von 1. Oktober 1800 wurde Louisiana ausdrücklich an Frankreich zurückgegeben, obgleich die Spanier es weiterhin verwalteten. Bei dessen Rückgabe war der Grenzverlauf des Territoriums durch die Vertragsbedingungen nicht genau festgelegt. Gerüchte bezüglich des Vertrages gelangten schließlich zum US-Präsidenten Thomas Jefferson, der durch Landkauf an der Mündung des Mississippi versuchen wollte, den amerikanischen Zugang zum Golf von Mexiko zu sichern. Napoleon Bonaparte war jedoch sogar bereit, ihm das ganze Territorium zu verkaufen, um sein Kaiserreich in der Alten Welt mit neuen Geldmitteln zu versehen. Schließlich übernahm Frankreich von Spanien am 30. November 1803 die Kontrolle über Louisiana und übergab New Orleans am 20. Dezember 1803 an die Vereinigten Staaten sowie den Rest des Territoriums am 10. März 1804. Mit dem Louisiana Purchase verdoppelten die Vereinigten Staaten ihre Größe und begannen mit ihrer Ausdehnung westwärts in Richtung des Pazifischen Ozeans sowie entlang der Golfküste.

## Der Grenzkonflikt zwischen Spanien und den Vereinigten Staaten
Der präzise Grenzverlauf des Gebiets war noch nicht genau festgelegt. Die Vereinigten Staaten, die das Territorium von Frankreich gekauft hatten, beanspruchten denselben Grenzverlauf, den Frankreich vor seiner Abtretung an Spanien beansprucht hatte. In der Tat hielten die Vereinigten Staaten ihren Anspruch bezüglich des Rio Grande als ihre westliche Grenze aufrecht, basierend auf der zeitweiligen Besiedlung durch Robert Cavelier de La Salle 1684 in Texas. Der weitere ernsthafte Anspruch seitens den Vereinigten Staaten erstreckte sich bis zum Sabine River, der heutigen Grenze zwischen den US-Bundesstaaten Louisiana und Texas. Die spanischen Ansprüche waren natürlich dieselben geblieben, und zwar bis zum Arroyo Hondo.
Die Verhandlungen zu Beilegung des Konflikts brachen 1805 ab, als Spanien die diplomatischen Beziehungen mit den Vereinigten Staaten unterbrach. Zwischen Oktober 1805 und Oktober 1806 kam es immer wieder zu kleinen Scharmützel, um den Sabine River herum, die verbal sowie militärisch waren. Ferner gab es Gerüchte, dass beide Seiten Truppen nahe dem umstrittenen Gebiet zusammenzogen.

## Einrichtung der neutralen Zone
Keine der beiden Seiten wollte einen Krieg wegen dieses Konflikts riskieren. In Anlehnung an einen Befehl, um weitere militärische Zusammenstöße zu vermeiden, unterzeichneten der US-General James Wilkinson und der spanische Lieutenant Colonel Simón de Herrera, zwei militärische Kommandeure in der Region, eine Vereinbarung, die am 5. November 1806 eine territoriale neutrale Zone (engl. Neutral Ground) schuf. Diese sollte den Konflikt klären, bis ein endgültiger Grenzverlauf von beiden Staaten formell festgelegt wurde. Es handelte sich dabei um keinen Vertrag und wurde auch nicht von einer der beiden Regierungen ratifiziert, obwohl dieser größtenteils respektiert wurde. Auch in dieser Vereinbarung wurden die Grenzen der neutralen Zone nicht völlig festgelegt.
Der Arroyo Hondo und der Sabine River wurden in Hinblick auf den Konflikt als die östliche und westliche Grenze genannt. Die südliche Grenze war unzweifelhaft der Golf von Mexiko, und die nördliche Grenze wurde näherungsweise der zweiunddreißigste Breitengrad. Es schloss folgende Teile der heutigen Gemeinden Louisianas mit ein: Desoto, Sabine, Natchitoches, Vernon, Rapides, Beauregard, Allen, Calcasieu, Jefferson Davis und Cameron.
Die Vereinbarung für dieses Gebiet sah vor, dass der Zutritt für Soldaten beider Staaten verboten war. Ferner war keinem Siedler der Aufenthalt in der neutralen Zone erlaubt. Trotzdem begannen Siedler von dem Vizekönigreich Neuspanien sowie des Territoriums der Vereinigten Staaten, dort hineinzuziehen. Einige amerikanische Siedler ließen sich auf dem Land nieder, das Spanien zugewiesen war und zu den Rio Hondo Ansprüchen zählte. Andere ließen sich einfach auf Land nieder, das von keiner Seite beansprucht wurde. Dieser gesetzlose Bereich zog auch Vertriebene, Deserteure, politische Flüchtlinge, Glücksritter sowie eine Vielzahl von Verbrechern an. Insbesondere waren die Straßenräuber zu einem Grad organisiert, dass sie Vorposten bemannten und Spitzel organisierten, um die Reisenden besser ausnehmen zu können und dem spanischen sowie amerikanischen Militär zu entgehen. 1810 und 1812 schickten die beiden Regierungen gemeinschaftlich militärische Expeditionen in das Gebiet, um die Verbrecher (englisch outlaws) zu verjagen.

## Auflösung der neutralen Zone und der weitere Verlauf
Der Teil des zentralen und südwestlichen Louisiana war zum Teil durch eine gemischtrassige Bevölkerung, besser bekannt als Redbones, besiedelt. Einige von ihren Familiennamen kann man bis zu den Afroamerikanern zurückverfolgen, die während der Kolonialzeit in Virginia und North Carolina freigelassen wurden. Ihre Ursprünge und Abstammung regen fortwährende Debatten an. Während der Jahre der Auswanderung aus dem oberen Süden (engl. Upper South), ist es wahrscheinlich, dass Indianer in die Gemeinschaften einheirateten.
Der Adams-Onís-Vertrag, der 1819 unterzeichnet wurde und 1821 ratifiziert wurde, erkannte die Ansprüche seitens der Vereinigten Staaten an und setzte die Grenze an den Sabine River. Daraufhin gab Spanien jegliche Ansprüche bezüglich dieses Gebietes auf. (Zwei Jahre, nachdem der Vertrag ausgehandelt worden war, gewann das Vizekönigreich Neuspanien seine Unabhängigkeit als Kaiserreich Mexiko.) Sogar nach dem Vertrag verblieb die neutrale Zone sowie der angrenzende Teil von Osttexas größtenteils gesetzlos. Der Regulator–Moderator War in Osttexas zwischen 1839 und 1844 hatte seine Wurzeln in der vorherigen Unordnung der neutralen Zone.